# Восокі (Вісконсин)
Восокі (англ. Wausaukee) — селище (англ. village) в США, в окрузі Марінетт штату Вісконсин. Населення — 596 осіб (2020).

## Географія
Восокі розташоване за координатами 45°22′42″ пн. ш. 87°57′17″ зх. д. / 45.37833° пн. ш. 87.95472° зх. д. (45.378247, -87.954834).  За даними Бюро перепису населення США в 2010 році селище мало площу 3,65 км², з яких 3,62 км² — суходіл та 0,03 км² — водойми.

## Демографія
Згідно з переписом 2010 року, у селищі мешкало 575 осіб у 275 домогосподарствах у складі 145 родин. Густота населення становила 158 осіб/км².  Було 325 помешкань (89/км²).
Расовий склад населення:
| - 95,7 % — білих - 1,2 % — корінних американців - 0,2 % — азіатів |

До двох чи більше рас належало 2,4 %. Частка іспаномовних становила 2,8 % від усіх жителів.
За віковим діапазоном населення розподілялося таким чином: 22,8 % — особи молодші 18 років, 54,8 % — особи у віці 18—64 років, 22,4 % — особи у віці 65 років та старші. Медіана віку мешканця становила 43,3 року. На 100 осіб жіночої статі у селищі припадало 94,9 чоловіків;  на 100 жінок у віці від 18 років та старших — 96,5 чоловіків також старших 18 років.
Середній дохід на одне домашнє господарство  становив 35 404 долари США (медіана — 28 125), а середній дохід на одну сім'ю — 47 080 доларів (медіана — 41 000). Медіана доходів становила 39 167 доларів для чоловіків та 33 375 доларів для жінок. За межею бідності перебувало 27,6 % осіб, у тому числі 29,7 % дітей у віці до 18 років та 18,3 % осіб у віці 65 років та старших.
Цивільне працевлаштоване населення становило 203 особи. Основні галузі зайнятості: освіта, охорона здоров'я та соціальна допомога — 23,6 %, будівництво — 19,7 %, виробництво — 16,3 %.